# Enrique Santos Molano
Enrique Santos Molano (Bogotá, 16 de febrero de 1942 - Bogotá, 25 de diciembre de 2024) fue un escritor, académico, columnista, historiador, lingüista, difusor cultural y periodista colombiano, miembro del Partido Liberal Colombiano.

## Biografía
Santos destacó como periodista en el diario de su familia, El Tiempo, entre 1963 y 1972, y luego en el diario ecuatoriano Hoy, entre 1989 y 1991. Posteriormente se dedicó a la investigación histórica y cultural, siendo importantes sus estudios del idioma español, la obra de colombianos como Rufino José Cuervo y Antonio Nariño, y la época de la independencia de Colombia.
Santos defendió, tras varios años de investigaciones exhaustivas, que la muerte del poeta José Asunción Silva, no obedeció a un suicidio por asuntos románticos, sino a un homicidio fraguado por sus socios, que involucraba hasta al propio presidente la época de los hechos, Miguel Antonio Caro. También fue un apasionado por la Biblioteca Nacional de Colombia, lugar en que realizó varios de sus trabajos investigativos.
Sus obras le valieron pertenecer a la Academia Colombiana de Historia y la Academia de Historia de Bogotá, así como las condecoraciones como "Orden mérito a la democracia" y "Orden civil al mérito José Acevedo y Gómez". Como columnista destacó por sus opiniones muchas veces diametralmente opuestas a las posturas que adoptaba su familia sobre temáticas de la vida nacional, tales como la reserva Van Der Hammen y el conflicto armado interno.
Pese a sus privilegios y orígenes familiares, Santos siempre fue un defensor de las libertades civiles y la igualdad social en Colombia. En sus últimos años fue uno de los defensores del Acuerdo de paz entre el gobierno colombiano y las FARC-EP que finalizó en 2016 su sobrino, el expresidente Juan Manuel Santos, por lo cual es considerado por sectores políticos diversos como un defensor de la paz en Colombia.

## Familia

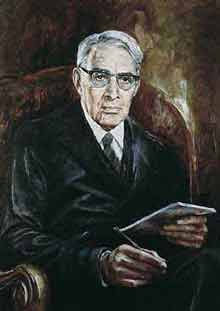
El expresidente de Colombia Eduardo Santos, tío de Enrique.

Enrique Santos Molano era miembro de la prestigiosa familia Santos, una de las familias más poderosas de Colombia. Sus padres eran el periodista y escritor colombiano Enrique Santos Montejo, y su segunda esposa, Blanca Molano Calderón, siendo sus hermanas Consuelo y Pilar Santos Molano.

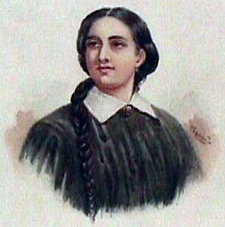
Su tía abuela, Antonia Santos.

Su padre, apodado Calibán, era hermano del también periodista y político Eduardo Santos Montejo, presidente de Colombia de 1938 a 1942, y segundo director del periódico El Tiempo, el más importante de Colombia, que adquirió de su yerno Alfonso Villegas. El Tiempo ha sido la principal fuente de riqueza de la familia Santos desde el siglo XX. Su tío estaba casado con Lorenza Villegas Restrepo, con quien tuvo a Clara Santos Villegas, quien murió de dos años de escarlatina, por lo que la pareja no dejó descendencia. Por otra parte, otro de sus tíos era el político Gustavos Santos, alcalde de Bogotá en 1938.
Su padre y tíos eran hijos del periodista Francisco Santos Galvis, primo del político Gabriel Vargas Santos y sobrino de la heroína de la independencia de Colombia, Antonia Santos Plata, quien es considerada una de las mujeres más importantes de la historia de Colombia, como colaboradora de la causa de Simón Bolívar, en Santander.

### Líneas colaterales

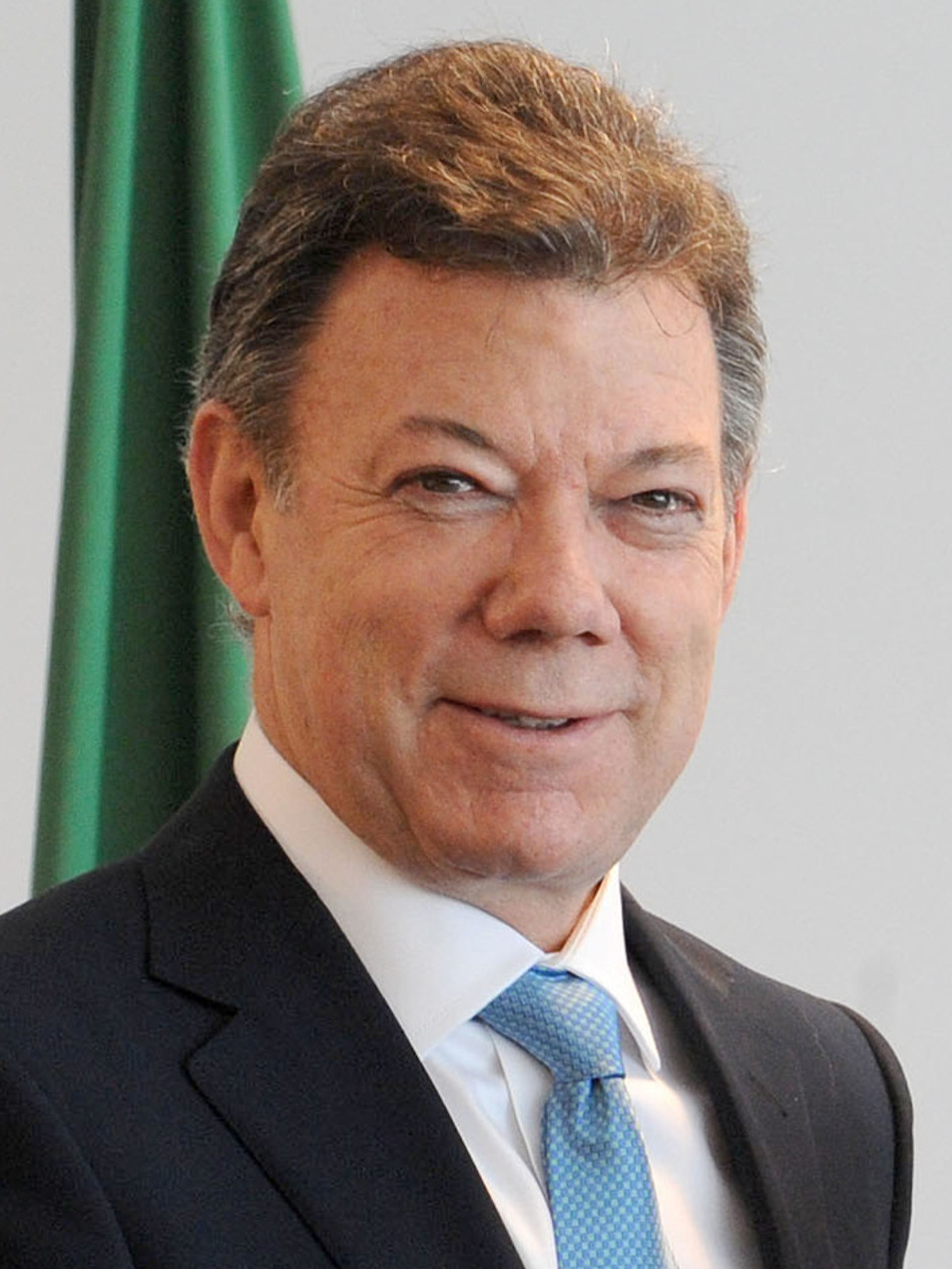
Su sobrino, el expresidente Juan Manuel Santos.

Su padre estaba casado en primeras nupcias con Nohemí Castillo Montejo, parienta suya, siendo sus hermanastros Cecilia, Beatriz, Enrique y Hernando Santos Castillo. Sus hermanastros Enrique y Hernando fueron periodistas clave del periódico familiar, y se casaron con las hermanas Clemencia y Helena Calderón Nieto, siendo los padres de una importante prole.
Enrique y Clemencia fueron los padres de los periodistas Enrique, Luis Fernando y Juan Manuel Santos Calderón (presidente de Colombia entre 2010 y 2018 y nobel de la paz en 2017); mientras que Hernando y Helena fueron padres de Rafael y Francisco Santos Calderón (vicepresidente de Colombia durante el gobierno de Álvaro Uribe, antecesor de su primo Juan Manuel).

### Matrimonio y descendencia
Enrique contrajo nupcias con Esperanza Peñuela, con quien tuvo tardíamente a su único hijo, Simón Santos Peñuela.

## Obras
- Las memorias fantásticas: el arzobispo de terciopelo (1971)
- El corazón del poeta: Los sucesos reveladores de la vida y la verdad inesperada de la muerte de José Asunción Silva (1992)
- Con Benjamín Villegas Jiménez y Jermey Horner Bogotá desde el aire (1994),
- Gonzalo Jiménez de Quesada (1998)
- Antonio Nariño, filósofo revolucionario (1999)
- Los jóvenes Santos (2000)
- Fúquene, el lecho de la zorra (2000)
- Las confesiones del secreto (2003)
- 1903, adiós Panamá: Colombia ante el Destino Manifiesto (2004)
- Rufino José Cuervo, un hombre al pie de las letras (2006)
- Bogotá 360°: la ciudad interior (2006)
- Mujeres libertadoras: las policarpas de la independencia (2010)
- Grandes conspiraciones en la historia de Colombia (2012)
- Mancha en la tierra
- Colombia día a día (2016)
- Cartas de un patriota, Antonio Nariño (2024)